# Midalja ghall-Qadi tar-Repubblika

Bandschnalle

Die Medaille Midalja ghall-Qadi tar-Repubblika ist die maltesische Verdienstmedaille, die 1975 mit dem Ġieħ ir-Repubblika Act gestiftet wurde.
Die Medaille kann an Bürger der Republik Malta für herausragende Verdienste um ihr Land verliehen werden. Die Verleihung der Medaille ist nicht mit einer finanziellen Zuwendung oder sonstigen Privilegien verbunden. Eine posthume Verleihung der Medaille ist möglich. Ausländische Staatsbürger können die Medaille ehrenhalber erhalten. Personen, denen die Medaille verliehen wurde, sind berechtigt, das Post-Nominal M.Q.R. hinter ihrem Namen zu führen.

## Verleihung
Die Medaille wird vom Präsidenten der Republik auf schriftlichen Vorschlag des Premierministers verliehen. Praktisch können jedoch alle Bürger der Republik und gesellschaftliche Organisationen oder einen Vorschlag zur Verleihung einreichen. Die Vorschläge werden von einem Komitee, dessen Mitglieder der Premierminister ernennt, begutachtet und diesem vorgelegt.
Die Medaille kann in einem Jahr an maximal zehn maltesische Bürger und Institutionen verliehen werden, die Zahl der lebenden Träger der Medaille ist auf einhundert begrenzt. Die Medaille kann an ausländische Staatsbürger ehrenhalber verliehen werden. Vergabe an ausländische Staatsbürger unterliegt keiner zahlenmäßigen Beschränkung.
Die Medaillen werden vom Präsidenten der Republik in einer feierlichen Investitur verliehen. Die Namen der Personen, denen die Medaille verliehen wurde, werden im Amtsblatt der Regierung, der Government Gazette, veröffentlicht.

## Träger der Medaille (Auswahl)
- 13. Dezember 1992: John Ripard
- 13. Dezember 1996: Mary Spiteri
- 13. Dezember 2000: Carmel Busuttil; Maria Grech Ganado
- 13. Dezember 2001: Joseph Muscat
- 13. Dezember 2004: Trevor Żahra
- 13. Dezember 2008: Ira Losco
- 13. Dezember 2008: Maritime Squadron Armed Forces of Malta
- 13. Dezember 2013: Air Wing Armed Forces of Malta
- 13. Dezember 2013: Gewinnerteam des Junior Eurovision Song Contest 2013
- 13. Dezember 2015: Gewinnerteam des Junior Eurovision Song Contest 2015

## Träger der Medaille ehrenhalber
- 13. Dezember 1976: Abdulati el Obeidi
- 13. Dezember 1976: Giuseppe Piovano
- 13. Dezember 1976: Umberto Pellizzola
- 13. Dezember 1976: Ernst Wolf Mommsen
- 13. Dezember 1976: Robert Ellsworth
- 13. Dezember 1976: Juliet Bingley
- 30. Mai 1977: Mansour Kikhia
- 30. Mai 1977: Francis C. Fabre
- 12. August 1977: Ali Treki
- 23. August 1979: Xu Huizhong (posthum)
- 28. August 1979: Malik Nur Khan
- 16. Mai 1983: Filippo Maria Pandolfi
- 16. Dezember 1985: Paul Rudolf Kraemer
- 13. Dezember 1994: Barbara Helga Ellul
- 31. März 1998: Alfred Barbaro
- 31. März 1998: Claude Bietron
- 31. März 1998: Victor George Borg
- 31. März 1998: John Hogg
- 31. März 1998: Walter Höhmann
- 15. Juni 1999: Paola Bracco
- 15. Juni 1999: Mario Ciatti
- 15. Juni 1999: Cecilia Frosinini
- 13. Dezember 2001: Barbara Patricia Burkey
- 13. Dezember 2013: Annie Sciriha